# ヤーコプ・フォン・ユクスキュル

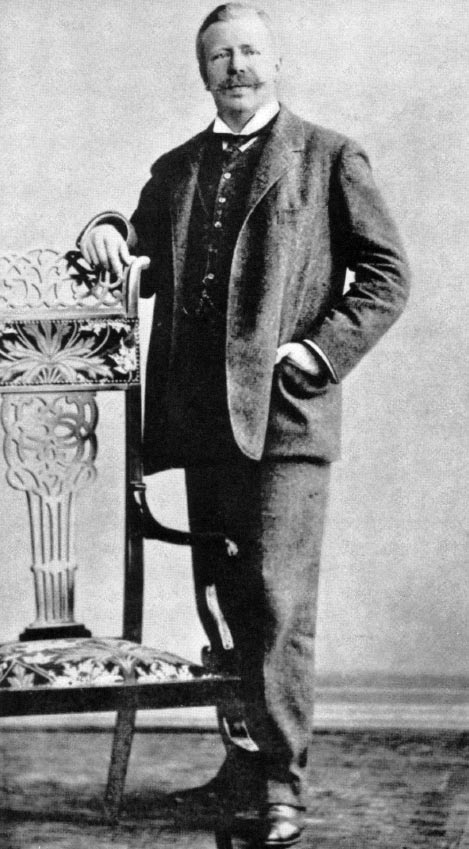
ヤーコプ・フォン・ユクスキュル（1903年）

ヤーコプ・ヨハン・バロン・フォン・ユクスキュル（ドイツ語: Jakob Johann Baron von Uexküll, 1864年9月8日（ケブラステ） - 1944年7月25日（カプリ島））は、エストニア出身のドイツの生物学者・哲学者である。

## 思想
それぞれの動物が知覚し作用する世界の総体が、その動物にとっての環境であるとし、環世界説を提唱。動物主体と環世界との意味を持った相互交渉を自然の「生命計画」と名づけて、これらの研究の深化を呼びかけた。また生物行動においては目的追求性を強調し、機械論的な説明を排除した。
ユクスキュルの構想は環世界概念にもっともよく現れている。アドルフ・ポルトマン(Adolf Portmann)は、これをこう解説している:
かれは私たちにつぎのことを教えてくれた。すなわち、多数の動物型のおのおのは、それぞれの感覚生活と脳構造の特性にもとづき，豊富な外界からの印象をいろいろ選択して受容し、そして動物群ことに異なる体験によって、われわれ人間に最初は隠されているが批判的研究によっていくらか近づく道が開かれるようになる未知の〈環境世界〉を構成するということである。こうした考察をもとにして、それにつづく10年のあいだに、動物の行動の分析を目的とする生物学の新分野が発展した。

## 与えた影響
ユクスキュルの生物学は、Ａ.ポルトマンやコンラート・ローレンツなど、一部の動物行動学者には影響を与えたものの、動物学者にはあまり影響を与えなかった。ユクスキュルの影響は、1920年以降、むしろ哲学方面にあった。エルンスト・カッシーラーがユクスキュルを高く評価したほか、マックス・シェーラー、ヘルムート・プレスナー、アルノルト・ゲーレンらの哲学的人間学に影響を与えた当時の西欧知識人の人間観に多大な影響を与え、「新しい生物学の開拓者」と呼ばれた。ユクスキュルの哲学への影響を論じたものに秋澤雅男などがある。

### 日本での展開
主としてマルティン・ハイデッガー、モーリス・メルロー＝ポンティを介して紹介された。山極寿一は、今西錦司の「生活の場」概念がユクスキュルの「環世界」に類似していると指摘している。意味論（記号学）では菅野盾樹、経済学では機能環の概念が塩沢由典にも影響を与えた。建築では、吉村靖孝が「自然とか、環境そのものを生み出すと考えると手も足も出なくなってしまうものが、環世界をつくっていると意識するだけでスイスイとドライブしはじめる。」と語っている。

## 理論の発展
環世界と機能環をで構成されるユクスキュルの理論は、その後、生命記号論（学）（英：Biosemiotics）という学問分野を生み出した。
代表的な著作として
- Hoffmeyer, Jesper (1996) Signs of Meaning in the Universe. Indiana University Press.
- Lotman, Yuri M. (1990) Universe of the Mind: A Semiotic Theory of Culture. I.B. Tauris.
- Merrel, Floyd (1996) Signs Grow: Semiotics and Life Processes. University of Toronto Press.

などがある。
カレビ・クル（en:Kalevi Kull） は、Hoffmeyer (1996) を引用して、生命記号論の目標を次のようなものとしている。( ) 内は、Hoffmeyer (1996) のページを示す。
1. 情報の概念を再定式化する。
2. 心と物質の二元論(心身問題)を克服する (69,94,124) 。
3. 人文諸学と自然科学の両立不可能性を解消する (94) 。
4. 歴史と自然史/誌とを結合する (95) 。
5. 自然の中に人間を位置づける (94) 。

## 著書
- UMWELT UND INNENWELT DER TIERE（1909年、1921年改訂再版、『動物の環境と内的世界』）
- Theoretische Biologie （第一巻、1920年）
- Theoretische Biologie （第二巻、1928年）
- Das allmächtige Leben （1950年、『生命の劇場』）
- Streifzüge durch die Umwelten von Tieren und Menschen: Ein Bilderbuch unsichtbarer Welten（1934年、『生物から見た世界』）

### 翻訳
- ユックスキュル『生物から見た世界』（神波比良夫訳、畝傍書房、1942年）
- ユクスキュル、クリサート『生物から見た世界』（日高敏隆・羽田節子訳、思索社、1973年（岩波文庫版、2005年））
- ヤーコプ・フォン・ユクスキュル『生命の劇場』（講談社学術文庫）（入江重吉・寺井俊正訳、講談社、2012年2月12日）
- ヤーコプ・フォン・ユクスキュル『動物の環境と内的世界』（前野佳彦訳、みすず書房、2012年5月23日）